# Боргатта, Эммануэле
Эммануэле Боргатта (итал. Emmanuele Borgatta; 5 октября 1809 года, Овада, королевство Сардиния — 2 апреля 1883 года, Овада, Королевство Италия) — итальянский композитор и пианист.

## Биография
Эммануэле Боргатта родился 5 октября 1809 в Овада (ныне коммуна в провинции Алессандрия), в королевстве Сардиния у Джакомо Боргатта и Клары Ивальди. Его отец был химиком и занимался музыкой ради удовольствия. Первые уроки игры на фортепиано будущий композитор получил от дяди.
В июне 1824 года отец привёз его в Болонью, где он продолжил музыкальное образование у Станислао Маттеи. В 14 лет по поручению учителя Эммануэле Боргатта за день написал своё первое сочинение — симфонию, которая была представлена публике на открытие филармонического лицея.
После смерти Станислао Маттеи, в 1825 году стал учеником Джузеппе Пилотти, под руководством которого в короткое время достиг высокого уровня мастерства и был избран в Академическую филармонию. Ещё во время учёбы давал частные концерты в домах аристократов и играл на органе в храмах во время службы. После окончания образования летом 1826 года переехал в Геную, где участвовал в жизни салонов, выступал в государственных и частных учебных заведениях и познакомился с известными представителями музыкальной и культурной жизни города. В это время им была написана оратория «Смерть Самсона», премьера которой прошла в оратории Святого Филиппа в присутствии короля Сардинии.
В 1829 году, в сопровождении отца, переехал в Лондон, где был представлен пианисту и композитору Филиппу Поттеру, члену Королевской академии музыки. Вскоре талант молодого пианиста-виртуоза и гениального импровизатора получил всеобщее признание. В Лондоне Эммануэле Боргатта познакомился с пианистами Иоганном Баптистом Крамером и Игнацем Мошелесом и флейтистом Луи Друэ.
В 1832 году, по дороге на родину, дал несколько фортепианных концертов во Франции. В октябре того же года поселился в Милане, где успешно занимался концертной деятельностью. 28 ноября 1835 года в театре Карло Феличе в Генуе состоялся его дебют как оперного композитора одноактным фарсом «Любовь и обман» (итал. Amore ed inganno) по либретто Джамбаттисты Скотти. Затем 28 января 1837 года, во время карнавала, на этой же сцене прошла премьера его «Франчески да Римини» (итал. Francesca da Rimini), оперы в двух актах по либретто Феличе Романи. Оба произведения были благосклонно приняты зрителями и критиками.
В 1839 году Эммануэле Боргатта была заказана опера для театра Ла Скала, но неожиданное обстоятельство положило конец его музыкальной карьере. Двое неизвестных напали на композитора ночью, ограбили его и под угрозой смерти приказали навсегда уехать из Милана. Вероятно, нападение было спланировано конкурентами, но точное имя заказчика осталось невыясненным. Происшествие повредило рассудок Эммануэле Боргатта. Забытый всеми, последние годы жизни композитор провёл в Овада, где умер 1 апреля 1883 года.

## Творческое наследие
Творческое наследие композитора включает 2 оперы и несколько сочинений камерной музыки. Партитуры большей части его произведений утрачены.